# Джиделі (рудник)
Джиделі (рудник) – колишнє гірничодобувне підприємство на півдні Казахстану, яке провадило розробку однойменного уранового родовища. 
В першій половині 1960-х було детально розвідане (зокрема, зі спорудженням розвідувальної шахти) родовище Джиделі, яке складалось із одного компактного покладу з високим – від 0,2% до 0,5% – вмістом урану, що залягав на глибині до 120 метрів. Родовище було передане в розробку (не раніше 1965 року) та за короткий строк відпрацьоване відкритим способом.
В 1977 – 1978 роках у цьому ж районі геологорозвідувальні роботи виявили ще одне дрібне родовище з багатими рудами – Костобе. В 1979-му воно було передане для відпрацювання.
Існують також дані, що Джиделійський рудник розробляв дрібне уранове родовище Безіменне.
Організаційно підприємство відносилось до Карасайського рудника Киргизького гірничорудного комбінату.